# East Budleigh
East Budleigh – wieś w Anglii, w hrabstwie Devon, w dystrykcie East Devon. Leży 18 km na południowy wschód od miasta Exeter i 243 km na południowy zachód od Londynu.